# بانک اسلامی بنگلادش
بانک اسلامی بنگلادش (بنگالی: ইসলামী ব্যাংক বাংলাদেশ লিমিটেড) شرکت خدمات مالی و بانکداری بنگلادشی است، که در سال ۱۹۸۳ تأسیس شد.